# Украинский научно-технологический центр
Украинский научно-технологический центр, УНТЦ (англ. The Science and Technology Center in Ukraine, STCU) — международная межправительственная организация, созданная с целью предотвращения распространению знаний и опыта, связанных с оружием массового уничтожения. Таким образом страны, которые финансируют этот центр, стараются сделать свой вклад в обеспечение межнационального безопасности.
Для достижения этой цели УНТЦ привлекает к сотрудничеству бывших оборонщиков (специалистов, работавших в оборонной отрасли), ученых и исследователей, работавших над созданием ядерного, химического, биологического или иного оружия массового уничтожения, в сферах ядерной и химической промышленности, работников закрытых научных центров, учреждений и лабораторий бывшего СССР. Сотрудничество происходит в рамках проектов УНТЦ, финансируемых Европейским Союзом, США и Канадой. Проекты УНТЦ дают возможность создать рабочие места и предоставить оплачиваемую работу специалистам для направления их деятельности в мирное русло и на развитие мировой науки.
УТНЦ действует на Украине на основании Соглашения о создании УНТЦ от 25.10.1993, которая заключена между правительствами Украины, Канады, США и Швеции, а также Протокола о внесении поправок в соглашение о создании Украинского научно-технологического центра от 07.07.1997. Соглашение вступило в силу в июне 1994 года.
УНТЦ начал свою деятельность после проведения первого совета членов правления 14-15 декабря 1995 года.
Позже, 26 ноября 1998 года, Европейский Союз присоединился к Соглашению УНТЦ и заменил Швецию как Сторону-донора. На протяжении деятельности Центра Азербайджан, Грузия, Молдова и Узбекистан присоединились к УНТЦ как страны - члены Соглашения. На сегодня главная штаб-квартира УНТЦ находится в Киеве и имеет региональные представительства в Баку, Кишинёве и Тбилиси, а также в Харькове и Львове.
Центр имеет 178 организаций-партнёров (правительственные и коммерческие фирмы).
УНТЦ способствует наработке и развитию профессиональных связей ученых и институтов с ведущими экспертами и институтами ЕС, Канады и США.
Кроме того, УНТЦ проводит тренинги и получения знаний и опыта в сферах:
- патентное право;
- стратегическое планирование;
- бизнес-администрирование и коммерциализация;
- трансфер технологий.

## Участники УНТЦ

### Страны-доноры (финансирующие стороны)
- Европейский Союз
- США
- Канада

### Страны-реципиенты
- Украина
- Грузия
- Узбекистан
- Азербайджан
- Молдова

## Финансирование
С момента первого Заседания членов правления УНТЦ в 1995 году, Центром было профинансировано более 1500 научно-исследовательских проектов ученых из Украины, Грузии, Азербайджана, Молдовы и Узбекистана, общей суммой более 300 млн долларов США. Участниками проектов за это время стали более 18 000 ученых, 10 000 из которых являются бывшими учеными оборонного комплекса Советского Союза.
С 1995 до ноября 2010 года, УНТЦ проведено следующее финансирование:
- Азербайджан — 4,903,444 долл. США
- Грузия — 9,908,650 долл. США
- Молдова — 1,662,636 долл. США
- Украина — 174,568,454 долл. США
- Узбекистан — 16,440,779 долл. США

Общая сумма финансирования — 207,483,873 долл. США.
Кроме этого, УНТЦ стала механизмом, который смог бы объединить украинских, грузинских, азербайджанских, молдавских и узбекских ученых и институты с большим количеством правительственных и коммерческих партнеров из США, Канады и ЕС. В это время, УНТЦ привлечено более 90 млн долларов США для финансирования научно-исследовательских проектов именно от этих внешних партнеров.
Правительственные партнёры, с которыми работает УНТЦ, профинансировано 160 проектов на сумму более 71 млн долларов США и 6 млн. Евро.
С УНТЦ работают 855 коммерческих партнеров, которые профинансировали 140 проектов на сумму более 77 млн долларов США и 5,66 млн. Евро.

## Достижения
Со времени создания Украинский научно-технологический центр не только инвестировал в Украину $200 млн для воплощения в жизнь более 400 научных проектов, но и дал работу более тысячи украинским ученым, более 80 университетам и научно-исследовательским институтам.
По результатам проектов УНТЦ получено 290 патентов: 225 в Украине, 3 в странах СНГ и 12 международных патентов.
Именно через УНТЦ происходит финансирования украинской части работ для международных проектов, в которых Украина формально не участвует. В частности, финансировались работы украинских ученых для Большого адронного коллайдера, ведь участие Украины в CERN на официальном уровне не утвержден. Так же финансировались работы украинских ученых для международного проекта ITER, в котором Украина не участвует из-за нехватки финансирования (чтобы стать участником проекта нужно заплатить вступительный взнос в 1 млрд евро).

## Руководство
- Исполнительный директор УНТЦ — Куртис Белаяч (англ. Curtis Bjelajac), США
- Первый заместитель Исполнительного директора от Украины — Николай Лубив (англ. Mykola Lubiv)

## История создания
- 25 октября 1993 г.  — Украина, Соединенные Штаты Америки, Канада и Швеция подписали соглашение о создании Украинского Научно-Технологического Центра (Соглашение УНТЦ).
- 29 декабря 1997 г.  — Узбекистан присоединился к Соглашению УНТЦ.
- 26 ноября 1998 г.  — Европейский Союз присоединился к Соглашению УНТЦ и таким образом заменил Швецию как сторону соглашения.
- 18 марта 1998 г.  — Грузия присоединилась к Соглашению УНТЦ.
- 27 июня 2003 г.  — Азербайджан присоединился к Соглашению УНТЦ.
- 7 декабря 2004 г.  — Молдова присоединилась к Соглашению УНТЦ.

## Подобные организации
- Фонд гражданских исследований и развития США
- Глобальные инициативы по предотвращению распространения